# Постмодернистский Прометей
«Постмодернистский Прометей» (англ. The Post-Modern Prometheus) — 5-й эпизод пятого сезона американского научно-фантастического телесериала «Секретные материалы», впервые показанный 30 ноября 1997 года на канале Fox.
Сценаристом и режиссёром серии выступил шоураннер проекта Крис Картер. Премьера состоялась 30 ноября 1997 года на телеканале FOX. Эпизод принадлежит к типу «монстр недели» и никак не связан с основной «мифологией сериала», заданной в
пилотной серии.
Этот эпизод — единственный, снятый в черно-белом цвете.
В США серия получила рейтинг домохозяйств Нильсена, равный 11,5, который означает, что в день
выхода серию посмотрели 18,68 миллиона человек.
Главные герои серии — Фокс Малдер (Дэвид Духовны) и Дана Скалли (Джиллиан Андерсон), агенты ФБР, расследующие сложно поддающиеся научному
объяснению преступления, называемые Секретными материалами.

## Сюжет
В данном эпизоде Малдер и Скалли расследуют нападение некоего монстра на женщину, что привело к её беременности. Благодаря широкой известности Малдера как исследователя паранормальных явлений, агенты сталкиваются со многими трудностями при расследовании. В конце концов, агенты находят монстра, который оказывается куда лучшим созданием, нежели некоторые жители его городка...

## Съёмки
Эпизод был снят в черно-белом цвете на широкоугольный объектив, стилистически отсылая к фильму 1931 года «Франкенштейн». Крис Картер был номинирован как за лучший сценарий, так и за лучшую режиссуру на 50-й церемонии вручения премии «Эмми». «Постмодернистский Прометей» получил в целом положительные отзывы критиков. Майк Даффи, корреспондент Knight Ridder, написал в основном положительную статью об этом эпизоде, отметив, что, хотя этот эпизод был особенным, это не вызывало ощущения, что он является уловкой. В обзоре всего пятого сезона Майкл Заутер из Entertainment Weekly сказал, что «Постмодернистский Прометей» стал «самым ярким» из отдельных эпизодов сезона.